# Dasyhesma forrestii
Dasyhesma forrestii är en biart som beskrevs av Exley 2004. Dasyhesma forrestii ingår i släktet Dasyhesma och familjen korttungebin. Inga underarter finns listade i Catalogue of Life.

## Bildgalleri

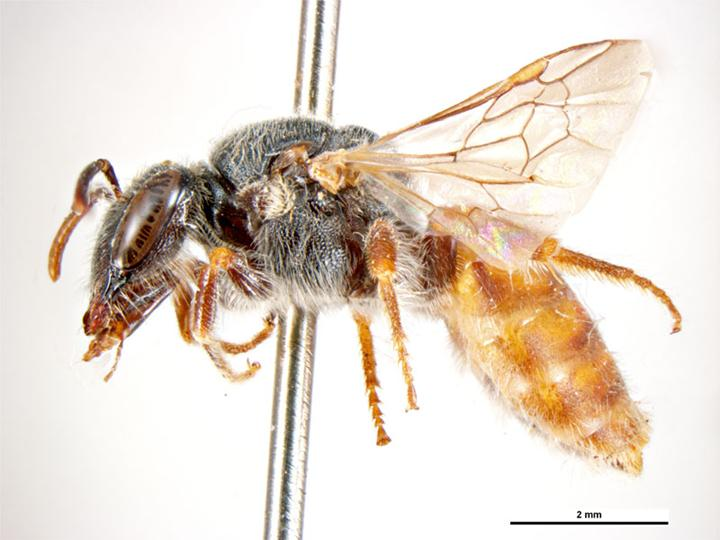
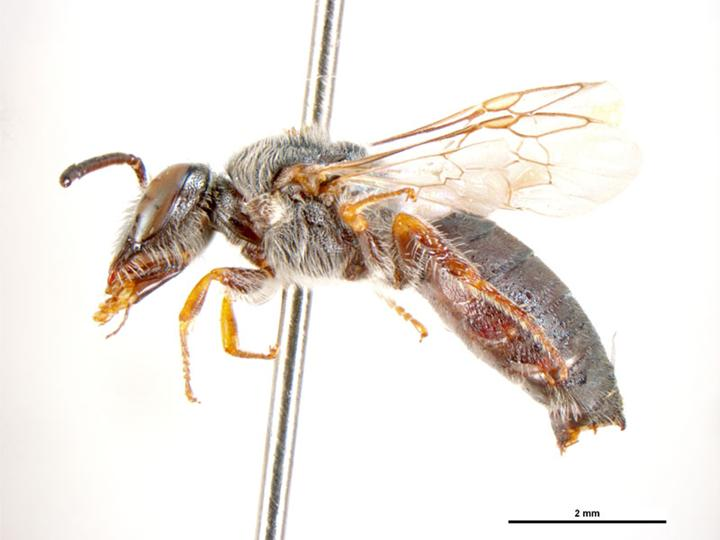